# Andrei Scrima
Andrei Scrima, pe numele de autor André Scrima, (n. 1 decembrie 1925, Gheorgheni, județul Ciuc (interbelic) – d. 19 august 2000, București) a fost un teolog ortodox român, arhimandrit, reprezentant al Patriarhiei de Constantinopol la Conciliul Vatican II.

## Biografie

### Studii
A studiat la Facultatea de Filosofie și Litere a Universității București (1943-1948), iar în ultimii doi ani de facultate a fost asistentul lui Anton Dumitriu, la Catedra de Logică și Istoria Filosofiei. Licența Logos și dialectică la Platon. În 1945 Anton Dumitriu i-a deschis drumul Mănăstirii Antim, descoperindu-i grupul de reflecție spirituală adunat în jurul lui Sandu Tudor și cunoscut sub numele de Rugul Aprins, la o vreme când părintele Ivan Kulâghin, sau Ioan cel Străin, cum îl numește Andrei Scrima în hermeneutica lui, alungat de la Mănăstirea Optina și statornicit la Mănăstirea Cernica, îl frecventa deja. „Dumneata ai nevoie de mine!”, i-ar fi spus acesta , într-un moment de întâlnire spirituală. Aici situează Scrima momentul transmiterii tradiției spirituale a isihasmului rusesc, precum și un sens al tradiției (paradosis), asupra căruia va glosa mai târziu în scrierile sale. În 1949 se înscrie la Teologie, pe care o va absolvi în 1956, prezentând, drept lucrare de licență, două capitole din neterminata Antropologie apofatică, redactată în 1951-1952 și publicată postum.

### Monahism
Între 1950 și 1953 stă, ca novice, și predă la Mănăstirea Neamț, unde se înființase Seminarul Monahal Superior. Aici mai predau Benedict Ghiuș, Petroniu Tănase, Sofian Boghiu. În 1953, după desființarea seminarului de la Neamț, a revenit în București, unde a lucrat cu Bartolomeu Anania la Biblioteca Patriarhiei. Apoi s-a retras la mănăstirea Slatina, unde se rugau în aceeași vreme monahii Arsenie Papacioc, Ilie Cleopa, Petroniu Tănase, Antonie Plămădeală. Acolo a fost tuns în monahism la 26 iulie 1956 de părintele Benedict Ghiuș. Se bucură de aprecierea patriarhului Justinian Marina, care îl folosește ca translator, pentru unii oaspeți străini. Așa de pildă, cu prilejul vizitei la București, în mai-iunie 1956, a lui Sarvepalli Radhakrishnan, vice-președintele Indiei, care rămâne impresionat de cunoștințele de sanscrită ale tânărului călugăr ortodox.

### Plecarea
Prin intervenția acestuia, venită într-un moment de relativă destindere politică, primește o bursă, precum și pașaportul și viza românești, plecând la Geneva, la 28 noiembrie 1956, unde va sta cinci luni la Institutul Ecumenic organizat de Consiliul Ecumenic al Bisericilor. Aici scrie Simple reflecții despre comunism, un text foarte acuzator la adresa ideologiei comuniste, publicat postum. După o ședere la Paris, în martie 1957, va pleca la Muntele Athos, apoi la Benares, unde va sta din aprilie 1957 până în octombrie 1959, lucrând la un doctorat. În 1960 s-a întors la Paris și a obținut cetățenia franceză. Acolo l-a întâlnit, în 1961, pe patriarhul ecumenic Athenagoras I al Constantinopolului, care l-a trimis ca reprezentant personal al său la Conciliul Vatican II, sub noul papă Paul al VI-lea, între 1963 și 1965. A devenit arhimandrit al Patriarhiei Ecumenice de Constantinopol și a pregătit întâlnirea istorică din 1964, de la Ierusalim, dintre papa Paul al VI-lea și patriarhul Athenagoras I. Profesor (1968-1989) la Universitatea franceză din Beirut și arhimandrit al unei mănăstiri ortodoxe nou înființate la Deir-El-Harf, tot în Liban. A ținut cursuri (1966-1968) la Centrul de studii dominican Le Saulchoir din Franța (Essonne), unde i-a avut drept colegi pe Marie-Dominique Chenu, Yves Congar. Membru fondator (1966) al Academiei Internaționale de Științe Religioase, Bruxelles.
În 1975 Congar scria: „atunci el [patriarhul ecumenic] l-a trimis, în nume propriu, pe părintele Scrima, un om superior; român de origine, dar de cultură universală, are o solidă formare teologică, spirituală și istorică; un om excepțional care a făcut legătura între Constantinopol și Roma. Călătorind deseori între cele două orașe, negocia — am înțeles singur — venirea patriarhului Atenagoras la Conciliu [Vatican II].”

### Întoarcerea
În 1991, aflându-se din nou în India, decide să revină în România. Andrei Pleșu, care îl întâlnește la mănăstirea Sâmbăta de Sus, îi propune să colaboreze la proiectul Colegiului Noua Europă. Vine la București ca invitat al noului institut de studii avansate și se stabilește din nou în România, începând cu 1995. Membru al Grupului de studiu al Secolului al XVII-lea, care va deveni ulterior Centrul Fundamentele Modernității Europene. Moare la 19 august 2000 și este înmormântat la mănăstirea Cernica.

### Legatul
În decembrie 2000, moștenitorii lui Andrei Scrima dăruiesc manuscrisele și cărțile rămase de pe urma acestuia spre a fi păstrate într-un fond separat în biblioteca Colegiului Noua Europă din București. În 2003 un grup de apropiați, compus din Vlad Alexandrescu, Radu Bercea, Virgil Ciomoș, Dana Jalobeanu, Anca Manolescu, Horia-Roman Patapievici, Andrei Pleșu, se constituie într-un comitet de editare al scrierilor sale, care încep să apară în 2005 la Editura Humanitas. Din această serie, concepută a fi o serie de opere complete, au apărut până acum cinci volume. Începând cu anul 2017,  Centrul de Cercetare Ecumenică Sibiu găzduiește programul de burse „André Scrima” coordonat de Antoaneta Sabău și Florin George Călian.

## Scrieri

### În limba română

#### Volume
- Timpul Rugului Aprins. Maestrul spiritual în tradiția răsăriteană, prefață de Andrei Pleșu, volum îngrijit de Anca Manolescu, București, Humanitas, 1996 (prima ediție), 2000 (ediția a doua revăzută), 189 p.;
- Comentariu la Evanghelia după Ioan. Capitolele 18-21, traducere din franceză de Anca Manolescu, București, Humanitas, 2003, 157 p.;
- Despre isihasm, volum îngrijit de Anca Manolescu, traducere din franceză de Maria-Cornelia Ică, Anca Manolescu, Toader Saulea, traducere din engleză de Sorana Corneanu,  București, Humanitas, 2003, 297 p.;
- Teme ecumenice, volum îngrijit și introducere de Anca Manolescu, traducere din franceză de Anca Manolescu, traducere din engleză de Irina Vainovski-Mihai, București, Humanitas, 2004.
- Duhul Sfânt și unitatea Bisericii. Jurnal de conciliu, volum îngrijit de Bogdan Tătaru-Cazaban, cuvânt înainte de Olivier Clément, prefață de Horia-Roman Patapievici, texte traduse de Măriuca Alexandrescu, Dan Săvinescu, Larisa și Gabriel Cercel și Bogdan Tătaru-Cazaban,  București, Anastasia, 2004, 240 p., [8] f. fotogr.;
- Biserica liturgică, volum îngrijit de Anca Manolescu, traducere din franceză, cuvânt înainte și note de Anca Manolescu, prefață de Mihail Neamțu, București, Humanitas, 2005, 319 p.;[12]
- Antropologia apofatică, volum îngrijit, introducere și note de Vlad Alexandrescu, București, Humanitas, 2005, 371 p.;
- Ortodoxia și încercarea comunismului, volum îngrijit, introducere și note de Vlad Alexandrescu, traduceri de Vlad Alexandrescu, Lucian Petrescu, Miruna Tătaru-Cazaban, București, Humanitas, 2008, 468 p.;[13]
- Comentariu integral la Evanghelia după Ioan, traducere din arabă de Monica Broșteanu, traducere din franceză de Anca Manolescu, București, Humanitas, 2008, 420 p.;
- Experiența spirituală și limbajele ei, volum îngrijit de Anca Manolescu în colaborare cu Radu Bercea, traducere din franceză și engleză și note de Anca Manolescu, București, Humanitas, 2008, 356 p.

#### Articole
- "Parabola unor aproape-întâlniri", în Dialog și libertate. Eseuri în onoarea lui Mihai Șora, coordonatori Sorin Antohi și Aurelian Crăiuțu, București, Nemira, col. „Totem”, 1997, p. 279-296.

### În limba franceză

#### Volume
- Intersignes. A la mémoire du Père Scrima, textes rassemblés et présentés par le P. Augustin Dupré La Tour et le Dr. Hisham Nashabé, Beyrouth, Université Saint-Joseph, Institut d'Etudes Islamo-Chrétiennes, 2005, 215 p.
- Passion et Résurrection selon Saint Jean, édition préparée et préfacée par Anca Vasiliu, Québec, Anne Sigier, 2007, 146 p.
- L’évangile de Jean. Un commentaire, trad. Marcel Pirard, ed and introd. Anca Vasiliu, Paris, Cerf 2017, 427 p.[14]

#### Articole
- "L'Avènement philocalique dans l'Orthodoxie roumaine", Istina, Paris, 1958, 3 et 4, p. 295-328, 443-475.
- "Le mythe et l'épiphanie de l'indicible", Mythe et Foi, Paris, Aubier, Montaigne, 1966, pp. 83–89.
- "La tradition du père spirituel dans l'Église d'Orient", Hermès, Paris, 1967, 4, 83; 1983, ediție revăzută.
- "Le Nom-Lieu de Dieu", Débats sur le langage théologique, Paris, Aubier, Montaignes, 1969, pp. 213–220.
- "L'Apophase et ses connotations selon la tradition spirituelle de l'Orient chrétien", Hermès, Paris, 1969, 6, p. 157-169.
- "L'Infaillibilité: inscription conceptuelle et destinée eschatologique", Archivio di Filosofia, Roma, 1970
- "La phénoménologie du miracle", édition du texte, notes et version française par Vlad Alexandrescu, Res, Harvard University, Cambridge, Mass., 2003, 44, p. 159-170.

### În limba engleză

#### Volume
- Apophatic Anthropology. An English Translation, trans. Octavian Gabor, Perspectives on Philosophy and Religious Thought 17, Piscataway, New Jersey, Gorgias Press 2016, 259 p.[15]